# Migros
Migros-Genossenschafts-Bund, eller i dagligt tal Migros är Schweiz största dagligvaruföretag med affärer över hela landet. Förutom dagligvaror säljer Migros sällanköpsvaror i varuhus, stormarknader och specialbutiker. Specialbutikerna har ofta egna namn som "SportXX", "melectronics". Andra affärsgrenar är bankverksamhet, paketresor och handel med oljeprodukter.
I affärer som heter MIGROS - livsmedelsbutiker, varuhus och stormarknader - säljs varken alkoholhaltiga drycker eller tobaksvaror. Man försöker undvika produkter med andra tillverkares varumärke utan säljer mycket under egna märken. Migros äger flera fabriker i Schweiz.
Delar av Migros vinst går till kulturella ändamål, exempelvis vuxenundervisning. 
En Migros-liknande organisation startades 1954 i Istanbul i Turkiet. Sedan 1975 är den turkiska detaljhandlaren Migros självständig.